# Diego Ramos

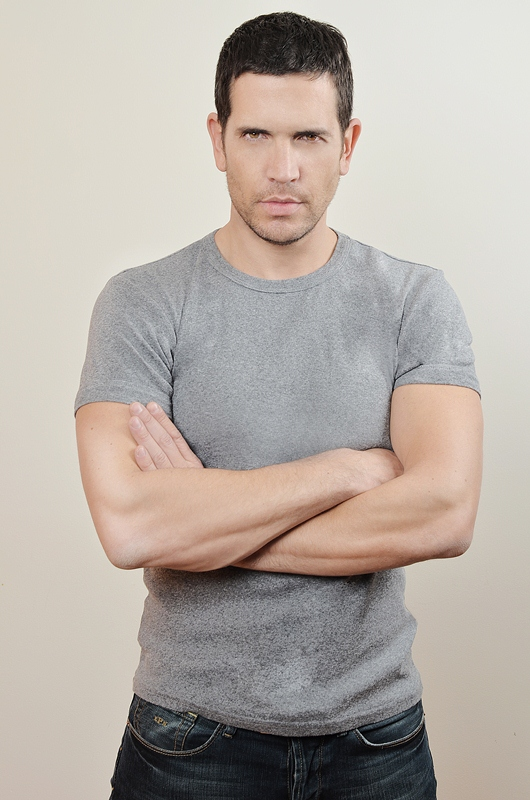
Diego Ramos, 2012

Diegos César Ramos (* 29. November 1972 in Buenos Aires) ist ein argentinischer Schauspieler. Bekanntheit erlangte er vor allem durch die Rolle des Germán Castillo in der argentinischen Telenovela Violetta, die er zwischen 2012 und 2016 bekleidete.

## Filmografie

### Fernsehen
- 1994: Montaña rusa
- 1996: Gino
- 1997: Ricos y famosos
- 1998: Lo tuyo es mío
- 1999: Muñeca brava
- 1998–2000: Verano del '98
- 2000: Amor latino
- 2001: Los médicos (de hoy) 2
- 2001: Pedro el escamoso
- 2003: Ángel de la guarda, mi dulce compañía
- 2003: Télé-Rodrigo
- 2005: Lorena
- 2007: Patito Feo
- 2007: Amas de casa desesperadas
- 2008: Los exitosos Pells
- 2009: Herencia de amor
- 2011: Sr. y Sra. Camas
- 2012–2015: Violetta (Fernsehserie)
- 2016: Tini: Violettas Zukunft (Tini: El gran cambio de Violetta)

## Auszeichnungen
| Jahr | Auszeichnung                  | Kategorie                                | Für                | Resultat  |
| ---- | ----------------------------- | ---------------------------------------- | ------------------ | --------- |
| 2008 | Martín Fierro Awards          | Bester Schauspieler in einer Komödie     | Los exitosos Pells | Gewonnen  |
| 2012 | Kids’ Choice Awards Argentina | Lieblings-TV-Serie                       | Violetta           | Nominiert |
| 2013 | Martín Fierro Awards          | Herausragendes Kinder- / Jugend-Programm | Violetta           | Gewonnen  |
| 2013 | Kids’ Choice Awards Mexico    | Lieblings-TV-Serie                       | Violetta           | Nominiert |
| 2013 | Kids’ Choice Awards Argentina | Lieblings-TV-Serie                       | Violetta           | Gewonnen  |